# Barrancas (Barinas)
El municipio Cruz Paredes es una división político-territorial ubicada en el noroeste del Estado Barinas, en la región llanera de Venezuela. Su capital es la localidad de Barrancas. El municipio posee una extensión territorial de 778 km² y una población estimada de aproximadamente 22 000 habitantes. Está conformado por tres parroquias: Barrancas, Masparrito y El Socorro.

## Geográfia
El municipio limita por el norte con el Estado Trujillo, por el sur con el municipio Obispos, por el este con el municipio Alberto Arvelo Torrealba (cuya capital es Sabaneta) y por el oeste con el municipio Bolívar (capital Barinitas).

## Hidrografía
Cruz Paredes cuenta con una rica red hidrográfica compuesta por ríos, quebradas y caños, entre los cuales destacan el río Masparro y el río La Yuca, que sirven como límite natural con los municipios Alberto Arvelo Torrealba y Obispos, respectivamente. Dentro de su territorio se encuentra la presa Manuel Palacio Fajardo, también conocida como represa de Masparro, con potencial para el desarrollo hidroeléctrico.

## Geografía
A pesar de su tamaño moderado, el municipio presenta una notable diversidad de paisajes, que van desde sabanas hasta zonas de páramo, lo cual genera una amplia riqueza en flora y fauna. Entre las especies vegetales predominan árboles de madera fina, como el cedro, caoba, jebe y apamate.

## Flora y Fauna
La fauna local incluye especies como el venado (actualmente en peligro de extinción), el puerco espín, el rabipelado o zarigüeya, la lapa, el oso frontino (particularmente en la parroquia Masparrito) y el chacharo o pecarí.
Entre los reptiles, destacan la boa constrictor (conocida localmente como “tragavenados”), iguanas y diversas especies de sapos y anuros. La avifauna está representada por especies como el paují copete de piedra, loros, guacamayas, pericos, turpiales, paraulatas, pájaros carpinteros, patos reales y patos güiriries. También se reporta la presencia del gallito de las rocas en las zonas de páramo de la parroquia Masparrito.